# Chearoco
Der Chearoco ist ein 6127 m hoher Berg in der Cordillera Real im Departamento La Paz in Bolivien. Der ganzjährig vergletscherte Gipfel des Chearoco ist eines der herausragenden Wahrzeichen der Cordillera Real und liegt zusammen mit dem benachbarten Chachacomani etwa 20 km südöstlich des Illampú. Die Höhenangaben für den Berg schwanken zwischen 6104, 6127, 6150 und 6154 m.